# JibJab

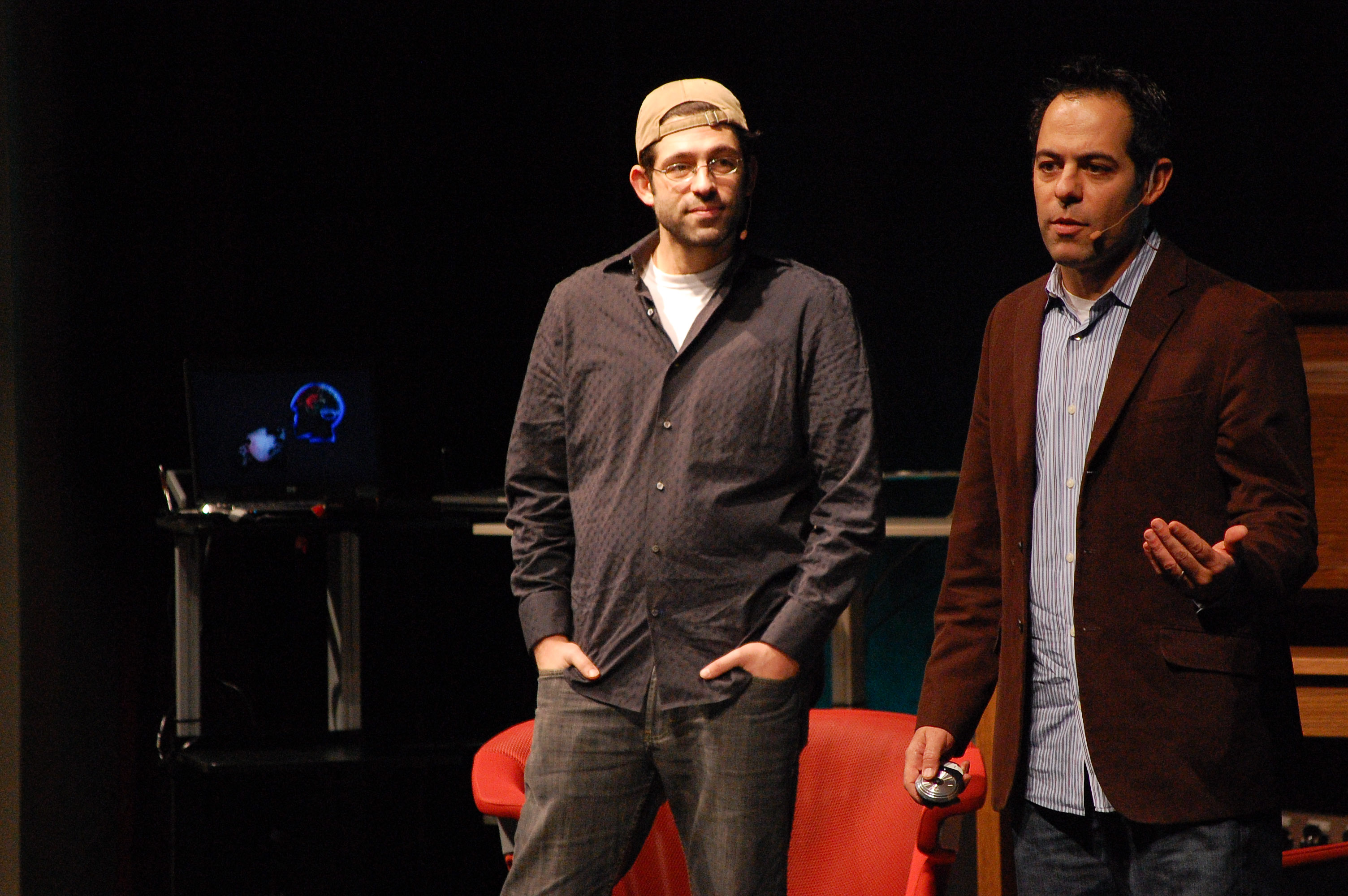
Evan et Greg Spiridellis en 2010.

JibJab est un studio numérique de divertissement situé à Venice, en Californie, aux États-Unis. Fondée en 1999 par Evan et Gregg Spiridellis, la société a été remarquée durant l'élection présidentielle américaine de 2004 grâce à la vidéo This Land où deux personnages animés figurant George W. Bush et John Kerry chantent sur l'air de This Land Is Your Land. Une nouvelle parodie avec les candidats est réalisée où Dixie devient Good to be in DC!. Outre les vidéos originales, JibJab est également spécialisé dans les e-cards.